# Mohammad Talaee
Mohammad Talaee oder Mohammad Talaei (persisch محمد طلایی; * 8. März 1973 oder 7. April 1973) ist ein ehemaliger iranischer Ringer. Er war Weltmeister 1997 im freien Stil im Bantamgewicht.

## Leben
Mohammad Talaee begann 1986 als Jugendlicher mit dem Ringen. Nach ersten größeren Erfolgen im nationalen Bereich wurde er Mitglied des Ringervereins Sazeman Abe Teheran. Er konzentrierte sich voll auf den freien Stil und wurde im Laufe seiner Karriere von einer ganzen Reihe von Trainer betreut: Ghanbar Modanloo, Rahmortolla Fortemi, Mohammad Ghasemi, Sobhan Roohi, Rasul Khadem, Ayoob Bahtaj, Sahram Nikhbakht und Mansoor Barzegar.
Schon im Juniorenalter gewann Mohammad Talaee, der Sport studierte, bei einer internationalen Meisterschaft eine Medaille. 1993 wurde er bei der Junioren-Weltmeisterschaft (Espoirs = Altersgruppe bis zum 20. Lebensjahr) in Athen Dritter.
1994 gelang ihm auf Anhieb der Einstieg bei den Weltmeisterschaften der Senioren. In Istanbul wurde er im Bantamgewicht hinter Alejandro Puerto aus Kuba, aber vor Bagautdin Umachanow aus Russland und Hidemi Hanada aus Japan, Vize-Weltmeister. Diesen Erfolg konnte er bei der Weltmeisterschaft 1995 und bei den Olympischen Spielen 1996, die beide in Atlanta stattfanden, nicht wiederholen. Bei beiden Veranstaltungen belegte er im Bantamgewicht den 6. Platz. Die Sieger kamen dabei jeweils aus den Vereinigten Staaten: 1995 Terry Brands und 1996 Kendall Cross.
1997 wurde Mohammad Talaee in Krasnojarsk Weltmeister im Bantamgewicht. Dabei besiegte er der Reihe nach Ojuunbilegiin Pürewbaatar aus der Mongolei, Serafim Barsakow aus Bulgarien (mit 6:5 technischen Punkten), Ali Rachmatow aus Tadschikistan, Jung Jin-Hyuk aus Südkorea und Ramil Islamow aus Usbekistan.
Diesem Erfolg ließ er 1998 einen Sieg bei den Goodwill-Games in New York vor Harun Doğan aus der Türkei und Anthony Purler aus den Vereinigten Staaten folgen. Seinen Weltmeistertitel konnte er 1998 in Teheran nicht verteidigen, weil er in der Qualifikation für diese Meisterschaft gegen seinen jungen Landsmann Alireza Dabir verlor. 1999 war er bei der Weltmeisterschaft in Ankara wieder dabei. Er startete dort erstmals im Federgewicht (bis 63 kg Körpergewicht) und besiegte dort Mehmet Yozgat aus der Türkei, Dawid Pogosjan aus Armenien und Elman Asgarow aus Aserbaidschan, verlor aber Viertelfinale gegen Ramil Islamow aus Usbekistan und belegte den 6. Platz.
Im Jahr 2000 nahm er in Sydney zum zweiten Mal an Olympischen Spielen teil. Zum Auftakt verlor er dort gegen Cary J. Kolat aus den Vereinigten Staaten nach Punkten, besiegte danach Ramil Islamow und Arschak Hairadedjan aus Armenien, ehe er mit einer Niederlage gegen Serafim Barsakow aus Bulgarien seine Träume vom Olympiasieg begraben musste. Er erhielt noch die Chance, gegen Jang Jae-Sung aus Südkorea um die Bronzemedaille zu kämpfen. Diesen Kampf verlor er mit 2:12 technischen Punkten. Mit einem vierten Platz verfehlte er damit wieder eine olympische Medaille.
Im Jahre 2002 gewann Mohammad Talaee bei der Weltmeisterschaft in Teheran im Federgewicht mit einem 3. Platz seine letzte Medaille. Er besiegte dort u. a. Arif Abdullayev aus Aserbaidschan und Petru Toarcă aus Rumänien, verlor aber gegen Aram Margarjan aus Armenien und Ojuunbilegiin Pürewbaatar. Beide Niederlagen waren äußerst knapp (3:4 gegen Margarjan und durch Kampfrichterentscheid bei 2:2 gegen Ojuunbilegiin Pürewbaatar). Zum letzten Mal nahm er im Jahre 2003 in New York an einer Weltmeisterschaft teil. Er verlor seinen ersten Kampf gegen Eric S. Guerrero aus den Vereinigten Staaten. Zu seinem nächsten Kampf gegen Michele Liuzzi aus Italien trat er nicht mehr an und landete damit abgeschlagen auf dem 35. Platz.

## Internationale Erfolge
| Jahr | Platz | Veranstaltung                   | Gewichtsklasse | |
| 1993 | 3.    | Junioren-WM (Espoirs) in Athen  | Bantam         | hinter Ramil Islamow, Usbekistan u. Mario Hromadka, Slowakei, vor Maksat Boburbekow, Kirgisistan u. Aram Margarjan, Armenien                                                                               |
| 1994 | 2.    | WM in Istanbul                  | Bantam         | hinter Alejandro Puerto Diaz, Kuba, vor Bagautdin Umachanow, Russland u. Hidemi Harada, Japan |
| 1995 | 3.    | Welt-Cup in Chattanooga         | Bantam         | hinter Terry Brands, USA u. Wjatscheslaw Semtschuk, Russland, vor Ismail Zurnacci, Türkei u. Kaku Irie, Japan                                                                                              |
| 1995 | 6.    | WM in Atlanta                   | Bantam         | hinter Terry Brands, Guivi Sissaouri, Kanada, Harun Doğan, Türkei, Tserenbaataryn Tsogtbajar, Mongolei u. Aslambek Fidarow, Ukraine                                                                        |
| 1996 | 3.    | Asienspiele                     | Bantam         | hinter Ri Yong Sam, Nordkorea u. Tserenbaataryn Tsogtbajar, vor Damir Sachardinow, Usbekistan |
| 1996 | 6.    | OS in Atlanta                   | Bantam         | hinter Kendall Cross, USA, Guivi Sissaouri, Ri Yong Sam, Harun Doğan u. Šaban Trstena, Makedonien |
| 1997 | 3.    | Asienmeisterschaft              | Bantam         | hinter Ojuunbilegiin Pürewbaatar, Mongolei u. Seo Min-Kyu, Südkorea, vor Ri Yong Sam u. Damir Sachardinow                                                                                                  |
| 1997 | 1.    | WM in Krasnojarsk               | Bantam         | mit Siegen über Ojuunbilegiin Pürewbaatar, Serafim Barzakow, Bulgarien, Ali Rachmatow, Tadschikistan, Jung Jin-Hyuk, Südkorea u. Ramil Islamow                                                             |
| 1998 | 1.    | "Goodwill"-Games in New York    | Bantam         | vor Harun Doğan und Anthony Parker, USA |
| 1998 | 3.    | Asienspiele in Bangkok          | Bantam         | hinter Ri Yang Sam u. Ojuunbilegiin Pürewbaatar, vor Murat Mambetow, Kasachstan u. Maksat Beburbekow, Kirgisistan                                                                                          |
| 1999 | 6.    | Asienmeisterschaft in Taschkent | Bantam         | hinter Ri Yong Sam, Ruslan Madinow, Kirgisistan, Damir Sachardinow, Madschan Kuramusow, Kasachstan u. Kenji Inoue, Japan                                                                                   |
| 1999 | 6.    | WM in Ankara                    | Feder          | mit Siegen über Mehmet Yozgat, Türkei, Dawid Pogosjan, Georgien u. Elman Asgarow, Aserbaidschan u. einer Niederlage gegen Ramil Islamow                                                                    |
| 2000 | 4.    | OS in Sydney                    | Feder          | mit einer Niederlage gegen Cary J. Kolat, USA, Siegen über Ramil Islamow u. Arschak Hairabedjan, Armenien u. Niederlagen gegen Serafim Barzakow u. Jang Jae-Sung, Südkorea                                 |
| 2002 | 3.    | WM in Teheran                   | Feder          | mit Siegen über Ilie Vasile Esir, Moldawien, Alexander Gusow, Belarus, Arif Abdullayev, Aserbaidschan u. Petru Toarcă, Rumänien u. Niederlagen gegen Aram Margarjan, Armenien u. Ojuunbilegiin Pürewbaatar |
| 2003 | 35.   | WM in New York                  | Feder          | nach Niederlage gegen Eric S. Guerrero, USA u. einer kampflosen Niederlage gegen Michele Liuzzi, Italien                                                                                                   |

Anm.: OS = Olympische Spiele, WM = Weltmeisterschaft, Bantamgewicht, bis 1996 bis 57 kg, von 1998 bis 2001 bis 58 kg und seit 2002 bis 55 kg Körpergewicht, Federgewicht, bis 2001 bis 63 kg, seit 2002 bis 60 kg Körpergewicht.